# La Brûlatte

La Brûlatte este o comună în departamentul Mayenne, Franța. În 2009 avea o populație de 700 de locuitori.